# Майкл Гоф
Майкл Гоф або Гаф (англ. Michael Gough,  МФА [ɡɔ ː f]; 23 листопада 1916, Куала-Лумпур, Малайзія — 17 березня 2011, Лондон, Велика Британія) — британський актор.

## Біографія
Дебютував у кіно в 1948 році. Грав переважно в британських телевізійних фільмах. Зіграв понад 150 ролей у кіно і на телебаченні.
Найвідоміший широкій публіці як виконавець ролі дворецького Альфреда у чотирьох фільмах про Бетмена: «Бетмен», «Бетмен повертається», «Бетмен назавжди» і «Бетмен та Робін» (у наступних фільмах Альфреда грає Майкл Кейн).
Знімався у британському науково-фантастичному серіалі «Доктор Хто», найпомітніша роль — лиходій у циклі епізодів «Небесний ляльковод». У циклі «Дуга нескінченності» виконував роль радника Гедін. Був тричі одружений, у тому числі на Аннеке Віллс, яка грала Поллі — помічницю Доктора у цьому серіалі.
Ролі у фільмах жахів студії «Хаммер», у яких Гоф часто знімався у шістдесятих роках, серед яких «Дракула» (1958), «Привид Опери» (1962), «Жахи Чорного музею» (1960), принесли йому культовий статус серед шанувальників жанру фільмів жахів. Пізні ролі Гофа у стрічках американського режисера Тіма Бертона «Сонна Лощина», «Труп нареченої» визнаються багатьма своєрідною репризою цього періоду його кар'єри.

## Вибрана фільмографія
| Рік  |    | Українська назва                | Оригінальна назва                        | Роль                            |
| ---- | -- | ------------------------------- | ---------------------------------------- | ------------------------------- |
| 1948 | ф  | Анна Кареніна                   | Anna Karenina                            | Микола                          |
| 1955 | ф  | Річард III                      | Richard III                              | Дайтона, перший вбивця          |
| 1958 | ф  | Дракула                         | Dracula                                  | Артур Голмвуд                   |
| 1962 | ф  | Привид Опери                    | The Phantom of the Opera                 | Лорд Амброз Д'Арсі              |
| 1965 | ф  | Будинок жахів доктора Терора    | Dr. Terror's House of Horrors            | Ерік Лендор                     |
| 1966 | с  | Доктор Хто                      | Doctor Who                               | Небесний іграшечник (4 епізоди) |
| 1967 | с  | Гордість і упередження          | Pride and Prejudice                      | Містер Беннет (6 епізодів)      |
| 1971 | ф  | Посередник                      | The Go-Between                           | містер Модслі                   |
| 1975 | ф  | Галілео                         | Galileo                                  | Сагредо                         |
| 1976 | ф  |                                 | Satan's Slave                            | Александр Йорк                  |
| 1978 | ф  | Хлопці з Бразилії               | The Boys from Brazil                     | Містер Харрінгтон               |
| 1981 | ф  | Отрута                          | Venom                                    | Девід Болл                      |
| 1983 | ф  | Костюмер                        | Frank Carrington                         | Френк Керінгтон                 |
| 1984 | ф  | Цілком таємно!                  | Top Secret                               | доктор Флемменд                 |
| 1985 | ф  | З Африки                        | Out of Africa                            | Лорд Деламер                    |
| 1986 | ф  | Караваджо                       | Caravaggio                               | кардинал Дель Монте             |
| 1987 | ф  | Машенька                        | Maschenka                                | Батько                          |
| 1987 | ф  | Четвертий протокол              | The Fourth Protocol                      | Сер Бернард Геммінгс            |
| 1988 | ф  | Змій і веселка                  | The Serpent and the Rainbow              | доктор Ерл "Шуні" Шунбахер      |
| 1989 | ф  | Без бретелей                    | Strapless                                | Дуглас Броуді                   |
| 1989 | ф  | Бетмен                          | Batman                                   | Альфред                         |
| 1990 | ф  | Сад                             | The Garden                               | камео                           |
| 1992 | ф  | Бетмен повертається             | Batman returns                           | Альфред                         |
| 1993 | ф  | Вітгенштейн                     | Wittgenstein                             | Бертран Расселл                 |
| 1993 | ф  | Епоха невинності                | The Age of Innocence                     | Генрі ван дер Люйда             |
| 1993 | ф  | Година свині                    | The Hour of the Pig                      | магістрат Боніфацій             |
| 1994 | ф  | Нострадамус                     | Nostradamus                              | Жан де Рамі                     |
| 1994 | ф  | Фламандська дошка               | Uncovered                                | Дон Мануель                     |
| 1995 | ф  | Бетмен назавжди                 | Batman Forever                           | Альфред                         |
| 1996 | тф | Хроніки молодого Індіани Джонса | Young Indiana Jones: Travels with Father | Лев Толстой                     |
| 1997 | ф  | Бетмен та Робін                 | Batman & Robin                           | Альфред                         |
| 1999 | ф  | Вишневий сад                    | The Cherry Orchard                       | Фірс                            |
| 1999 | ф  | Сонна Лощина                    | Sleepy Hollow                            | нотаріус Джеймс Гарденбрук      |
| 2005 | ф  | Труп нареченої                  | Corpse Bride                             | старійшина Гутнехт              |
| 2010 | ф  | Аліса в Країні чудес            | Alice in Wonderland                      | Птах Додо (озвучення)           |